# Chaveiro

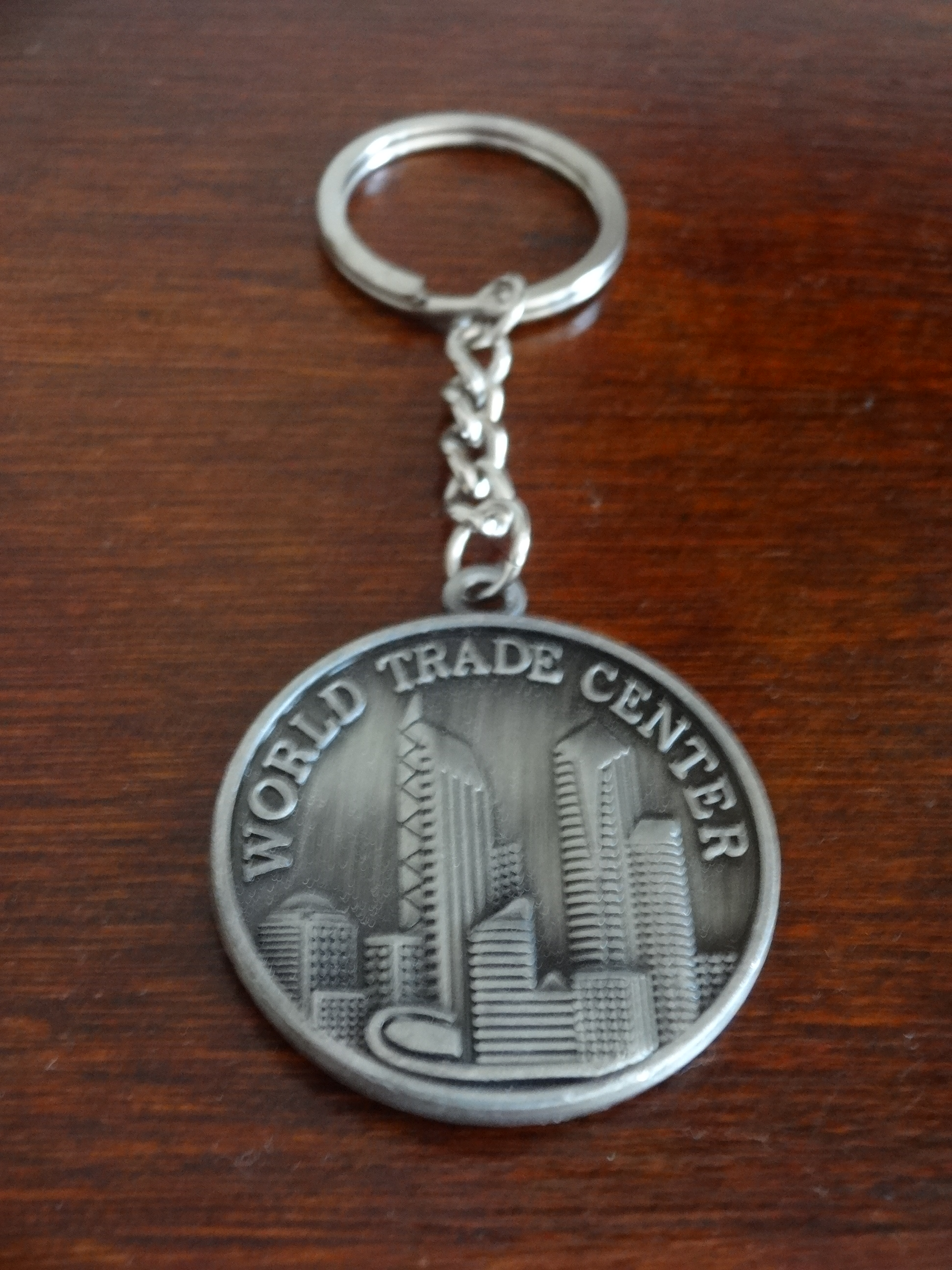
Um chaveiro do World Trade Center.

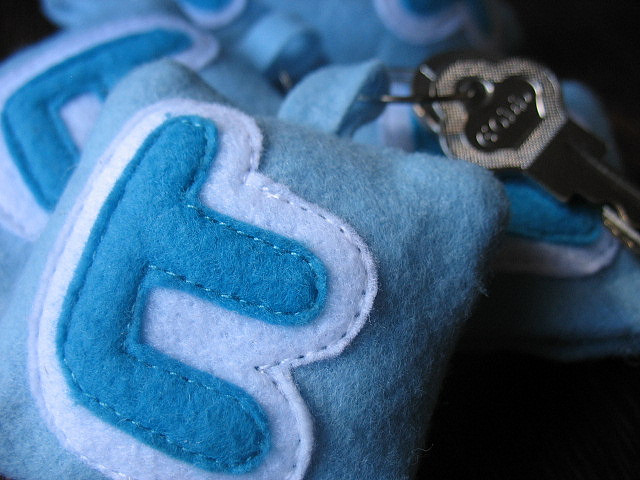
Chaveiro com um T de twitter

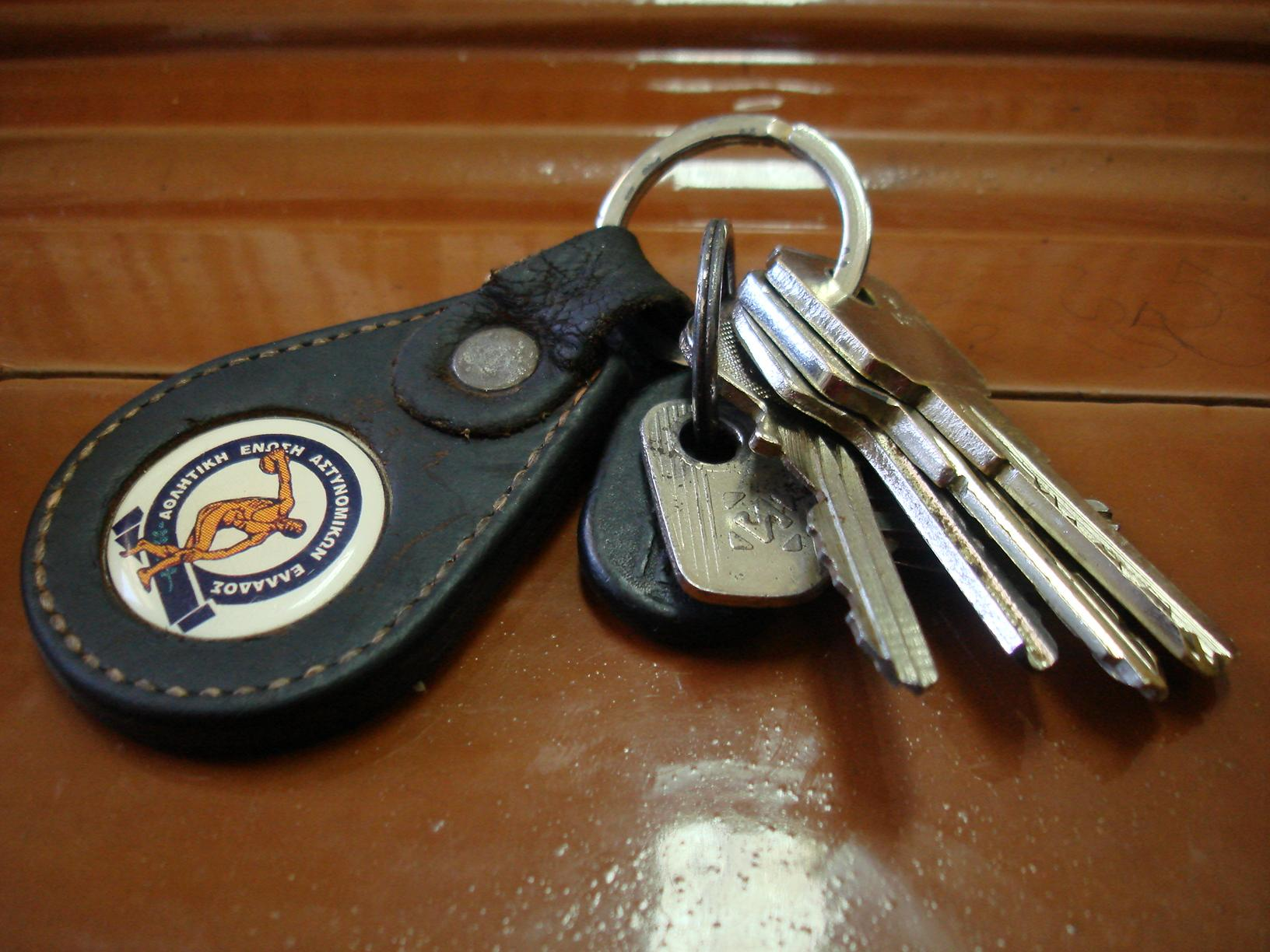
Um chaveiro típico.

Um chaveiro (português brasileiro) ou porta-chaves (português europeu) é um objeto feito para guardar e facilitar o transporte de chaves. Muito frequentemente, tem função decorativa e utilitária; muitos tipos de pequenos objetos são usados como chaveiros ou como decoração dos mesmos. Por "chaveiro", também pode estar a referir-se ao profissional do ramo. Um conjunto de chaves em um chaveiro é chamado "molho de chaves". 
Em Portugal, designa-se por chaveiro um armário ou similar destinado a guardar chaves.
Também chaveiro significa: que guarda chaves.
Aro ou corrente de metal que se usa para prender chaves.

Pessoa que faz ou conserta chaves.